# Cynoponticus coniceps
Cynoponticus coniceps är en fiskart som först beskrevs av Jordan och Gilbert 1882.  Cynoponticus coniceps ingår i släktet Cynoponticus och familjen Muraenesocidae. IUCN kategoriserar arten globalt som otillräckligt studerad. Inga underarter finns listade i Catalogue of Life.